# Divana
Divana é um gênero de traça pertencente à família Brachodidae.